# Marianne Muis
Marianne Muis (Amsterdam, 28 luglio 1968) è un'ex nuotatrice olandese.
Specializzata nello stile libero e nei misti ha vinto la medaglia d'argento nella staffetta 4x100 m sl alle Olimpiadi di Seoul 1988.
È la gemella di Mildred, con la quale ha gareggiato in numerose gare.

## Palmarès
- Olimpiadi

Seoul 1988: argento nella 4x100m sl.
- Mondiali

Madrid 1986: bronzo nella 4x200m sl.
Perth 1991: argento nella 4x200m sl e bronzo nella 4x100m sl.
- Europei

Strasburgo 1987: argento nella 4x100m sl.
Bonn 1989: argento nei 200m sl, nella 200m misti, nella 4x100m sl e 4x200m sl, bronzo nei 100m sl e nella 4x100m misti.
- Universiadi

Zagabria 1987: bronzo nei 200m misti.
Fukuoka 1995: argento nei 100m sl e bronzo nei 50m sl.